# Neophoca palatina
Neophoca palatina — вимерлий вид ластоногих, відомий завдяки майже повному черепу дорослого самця, знайденому на пляжі Охоуп на Північному острові в 1937 році. Його було знайдено в шарі пізнього кастлкліфського періоду, що свідчить про приблизний вік 400 000 років. Його не визнавали представником нового виду до 1983 року, відрізнивши від сучасних австралійських морських левів та новозеландських морських левів коротким піднебінням (що спонукало доктора Дж. А. Беррі запропонувати назву виду), відсутністю відростків на ґратчастій кістці та дуже широкою базиокциптальною кісткою. Більш глибокий морфометричний аналіз, проведений у 2016 році, переконливо підтвердив, що череп представляє окремий вид, тісно пов'язаний з австралійським морським левом. Палеокліматичні реконструкції свідчать про те, що N. palatina була більш стійкою до холодних температур води, ніж N. cinerea, єдиний інший відомий представник роду.